# Coelogyne trilobulata
Coelogyne trilobulata är en orkidéart som beskrevs av Johannes Jacobus Smith.
Coelogyne trilobulata ingår i släktet Coelogyne och familjen orkidéer. Inga underarter finns listade i Catalogue of Life.